# فرانکو جاکوبینی
فرانکو جاکوبینی (به ایتالیایی: Franco Giacobini) (۵ مارس ۱۹۲۶ – ۲۷ دسامبر ۲۰۱۵) بازیگر ایتالیایی بود.
از فیلم‌های معروف او می‌توان به بازی در راز لباس سرخ، سه ببر در برابر سه ببر، سربازان و سرجوخه‌ها، گربه مامان، آره که میشه رفیق و دارم یه قایق تفریحی می‌گیرم اشاره کرد.